# Научная библиотека РУДН
Учебно-научный информационный библиотечный центр (научная библиотека) — структурное подразделение Российского университета дружбы народов им. Патриса Лулумбы. Центр является основным образовательным и научным ресурсом для обучающихся и сотрудников РУДН. В его хранилищах содержится около 2 миллионов единиц номенклатуры (включая карты и ноты). Первоначально библиотека располагалась в главном здании вуза на улице Орджоникидзе, но в дальнейшем получила новое пространство на улице Миклухо-Маклая, д. 6.

## История
Научная библиотека была открыта 1 октября 1960 года. Первым директором библиотеки стал Анатолий Николаевич Круглаковский. Пополнение библиотеки происходило и за счет бюджетных средств, и за счет благотворительности от ученых, организаций, других библиотек. Большую роль в формировании фонда сыграла помощь библиотек высших учебных заведений: МГУ им. М.В. Ломоносова, библиотеки Военно-медицинской академии, Львовского госуниверситета. Для ускорения обслуживания читателей в библиотеке было введено дифференцированное обслуживание по факультетам и курсам.
В декабре 1983 года библиотека получила новое здание, общая площадь которого превышала 9 тысяч кв. м.
В мае 1984 года директором библиотеки стал Александр Николаевич Шумилов, при котором в 1989 году был запущен пилотный проект АС «Библиотека 2» (МГУ), а уже с 1990 г. новые поступления вводили в электронный каталог. В 2002 г. была внедрена автоматизированная система выдачи книг.
В феврале 2008 года Научная библиотека РУДН была реорганизована в Учебно-научный информационный библиотечный центр — УНИБЦ (НБ). Центр возглавила Елена Юрьевна Лотова.
В 2011 году у Центра появилась собственная электронная библиотечная система — ЭБС РУДН, официально зарегистрированная как СМИ и база данных. В этом же году в Центре был открыт доступ к коллекции редких книг XVII—XXI вв.
В 2016 году на сайте УНИБЦ (НБ) появился собственный discovery сервис «Единое окно поиска» по электронным ресурсам из коллекции Центра.

## Структура
Научная библиотека РУДН — это единая библиотечная система, включающая абонементы и читальные залы в 5 зданиях университета.

## Современное состояние
По итогам 2021 года УНИБЦ (НБ) вошла в топ-10 библиотек медицинских вузов, заняв 7 место (в 2019 г. — 9). В 2020 году фонд библиотеки составил около 2 млн экземпляров.
В настоящее время электронная библиотека УНИБЦ (НБ) включает более 45 баз данных и коллекций литературы различных направлений, доступных 24/7.
Сотрудники библиотеки являются модераторами репозитория — архива открытого доступа публикаций авторов РУДН, созданного на ПО АИС «SciencePublication». ЭБС РУДН сегодня включает около 34 000 полнотекстовых документов и более 400 000 библиографических записей.